# 西斯卡夫塔山县
西斯卡夫塔山县是冰岛的一个旧县，位于南部区。重要人口定居点是西部的维克伊米达尔和东部的基尔丘拜亚卡伊斯蒂尔（Kirkjubæjarklaustur）。克特吕角是冰岛的最南点。